# 舟生侑大
舟生（ふにゅう、1986年9月26日 - ）は、吉本興業所属の日本のお笑い芸人。本名及び旧芸名、舟生 侑大（ふにゅう ゆうだい）。お笑いコンビ「鶴亀（つるかめ）」のメンバーであり、ツッコミを担当。NSC東京校16期生。

## 来歴
高知県四万十市出身。都内の美容師専門学校を卒業し、下北沢の美容室で美容師として働いてからNSC東京校へ16期生として入学した。なお、両親・祖母共に美容師である。
2011年1月、同期である宮本駿とコンビ「フレミング」を結成。2016年6月にフレミングを解散し、ピン芸人となる。コンビ解散以降は、主に神保町花月の芝居で活動していた。
2017年6月25日、ライブ「JETGIG」に古賀充泰（元カラン）と「ハッピーアワー」という仮コンビを組んで出演。これをきっかけに同年開催のM-1グランプリに「とりはげ」として出場し、3回戦まで勝ち進む。2018年4月17日に「古賀・舟生ペア」として、正式にコンビを結成した。
2019年3月13日、古賀・舟生ペアを解散。芸人を辞め、地元の高知へ帰る事を自身のツイッターアカウントにて発表。
2020年6月3日、古賀・舟生ペアをユニットとして再結成しアマチュアとして同年のM-1グランプリ予選に出場。
2021年2月14日、正式にコンビとなり芸人活動を本格的に再開。同時にコンビ名を「鶴亀」、個人名を「フネ」に改名する事を発表（公式な結成日は古賀・舟生ペアを再結成した2020年6月となっている）。
芸人復帰後はしばらくフリーで活動していたが、2021年6月より鶴亀として吉本興業への再所属が決定。その後、芸名をフネから「舟生」に改名。
2022年、鶴亀としてM-1グランプリで準々決勝へと進出した。

## 人物
- 美容師免許を所持する[3]。
- 気胸で右肺が親指サイズになって入院したことがある[12]。
- 実家は美容室を経営している。
- 家族は、両親･兄(登山家)・妹。
- 美容師時代の先輩との同居解消し、2017年10月から一人暮らし。
- 趣味・特技はファッション、インテリア、自転車、坂本龍馬、空手。

## 出演

### 神保町花月
- 『この夏いちばん熱い夏』（2016年8月24日 - 8月27日）
- 『THE⭐︎レース!』（2016年9月28日 - 10月1日）
- 神保町ハロウィン特別公演『ハロウィンに参加したい｡だけど､とっても恥ずかしい』(2016年10月19日 - 10月23日）
- 神保町花月xConfetti「エチュ1グランプリ2016リーグ（毎月開催！）」（2016年11月19日）
- ｢YOLOキャンプ場へようこそ!｣(2017年5月12日-5月14日)

### ライブ
- 裏切りマンキーコング単独ライブコーナーゲスト出演
- 「CARNIVAL16」2017年5月4日
- 「JETGIG」2017年6月25日